# Ясенов (замок)
Ясенов или Ясеновский замок (словац. Jasenov alebo Jasenovský hrad)  — развалины средневекового замка на лесистом хребте Выгорлатской гряды. Замок расположен у села Ясенов (от которого и произошло название замка) примерно в 4 километрах к югу от города Гуменне. Ясеновский замок был объявлен памятником культуры в 1963 году. С 2011 года в замке проводятся консервационные работы под эгидой муниципалитета Ясенова в сотрудничестве с общественной Гражданской ассоциацией по спасению Ясеновского замка. Замок открыт для туристов.

## История
Замок, вероятно, был построен после нашествия монголов в XIII веке. Он должен был охранять важную дорогу из южной Словакии в сторону Гуменне и далее на север. Впервые упоминается в документах в 1328 году. Первыми владельцами называют феодальную семью Рачкай. Другеты стали владельцами замка после битвы под Рожановцами, он принадлежал им до XVII века. В 1644 году замок был занят войсками Юрая Ракоци. Он сильно пострадал во время осады и в дальнейшем не ремонтировался. Замок вместе с деревней принадлежал семье Чаки в XVIII веке и семье Андраши в XIX веке. В конце XIX — начале XX века власти Венгрии предпринимали усилия по консервации руин замка.
Верхний замок включал в себя жилое здание, оборонительную башню и каменные стены, построенные в начале XIV века. Замок был перестроен и значительно укреплён на рубеже XV и XVI веков в связи с турецкой угрозой, были построены несколько пушечных бастионов с амбразурами на западной и юго-западной сторонах, бастион у входных ворот. Следующим этапом строиельства стало завершение укреплений в середине XVI века — в основном стены с северной стороны, дополнительного бастиона в нижнем замке. В начале XVII века укрепили стену над входом в верхний замок и окружили весь замок артиллерийскими бастионами в итальянском стиле.
От средневекового замка в основном сохранилась кладка дворца и главной башни, а в интерьере здания сохранились небольшие остатки ренессансных сводов. Каменные стены разделены оконными проемами неправильной формы. Из оригинальных архитектурных деталей сохранилось готическое круглое окно с богато оформленной профилированной накладкой. Входные полукруглые ренессансные ворота ведут в первый двор.
В настоящее время замок находится на реконструкции с 2011 года, заметен прогресс работ по реконструкции, проводимых муниципалитетом Ясенова. С муниципалитетом также сотрудничает Ассоциация спасения Ясеновского замка. Окрестности замка были очищены от зарослей кустарника и деревьев, облегчив посещение замка туристами.
Одна из историй, связанных с замком, гласит, что в XVI веке при Габриэле Другете тут чеканили фальшивые монеты. Вначале для чеканки денег использовались золото и серебро, но затем владельцы замка стали использовать для перечеканки менее ценные монеты, в частности польские гроши. Главный мастер монетной мастерской Микулаш был казнен в Прешове в 1551 году.